# Кутки (Хмельницкая область)
Кутки (укр. Кутки) — село в Славутском районе Хмельницкой области Украины.
Население по переписи 2001 года составляло 384 человек. Почтовый индекс — 30045. Телефонный код — 3842. Занимает площадь 1,25 км². Код КОАТУУ — 6823987103.

## Местный совет
30081, Хмельницкая обл., Славутский р-н, с. Ставичаны